# Ингланд, Линди
Линди Рана Ингланд (англ. Lynndie Rana England, род. 8 ноября 1982, Ашленд, Кентукки, США) — военная преступница, бывшая военнослужащая резерва армии США. Является одной из 11 лиц, признанных виновными в пытках заключённых в тюрьме Абу-Грейб.

## Биография

### Ранние годы
Линди Рана Ингланд родилась 8 ноября 1982 года в Ашленде, Кентукки в семье Кеннета Р. Ингланда-мл. и Терри Баулинг Ингланд. Кеннет работал в Камберленде. В 2 года Ингланд вместе со своей семьёй переехала в Форт-Эшби, Западная Виргиния. Они жили в трейлере. В раннем возрасте Линди был диагностирован селективный (частичный) мутизм.
В детстве Ингланд хотела стать устранителем последствий неблагоприятных погодных условий. В 1999 году она присоединилась к резерву Армии США, будучи при этом ученицей Франкфуртской средней школы. Ингланд работала кассиром в хранилищах сети бакалей IGA в течение последнего года обучения. После окончания школы в 2001 Ингланд продолжала зарабатывать деньги на колледж, в котором собиралась выучиться на предполагаемую в детстве профессию. Она работала на заводе, занимающемся разведением цыплят. В 2002 вышла замуж за коллегу Джеймса Л. Файка, но они вскоре развелись. В 2003 году была отправлена в Ирак.
В Ираке Ингланд стала подчинённой Чарльза Грейнера.  В 21:25 11 октября 2004 года у неё родился сын от Гранера Картер Алланд Ингланд в медицинском центре Форт-Брэгга.

### Абу-Грейб

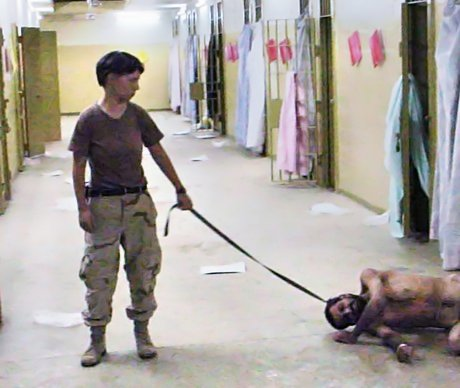
Ингланд в Абу-Грейб

Во время участия в иракской войне Ингланд получила старшее воинское звание рядового состава в Армии США специалист. Работала в иракской тюрьме Абу-Грейб. В конце апреля 2004 года на канале CBS в программе 60 Minutes II был показан сюжет о пытках и издевательствах над заключенными Абу-Грейб группой американских солдат, а также обнародованы фотографии, которые несколько дней спустя были опубликованы в журнале The New Yorker. Согласно показаниям ряда заключённых, американские солдаты насиловали их, ездили на них верхом, заставляли вылавливать еду из тюремных туалетов. Вместе с десятью коллегами Ингланд была обвинена в физическом, сексуальном и психологическом злоупотреблении над заключёнными.

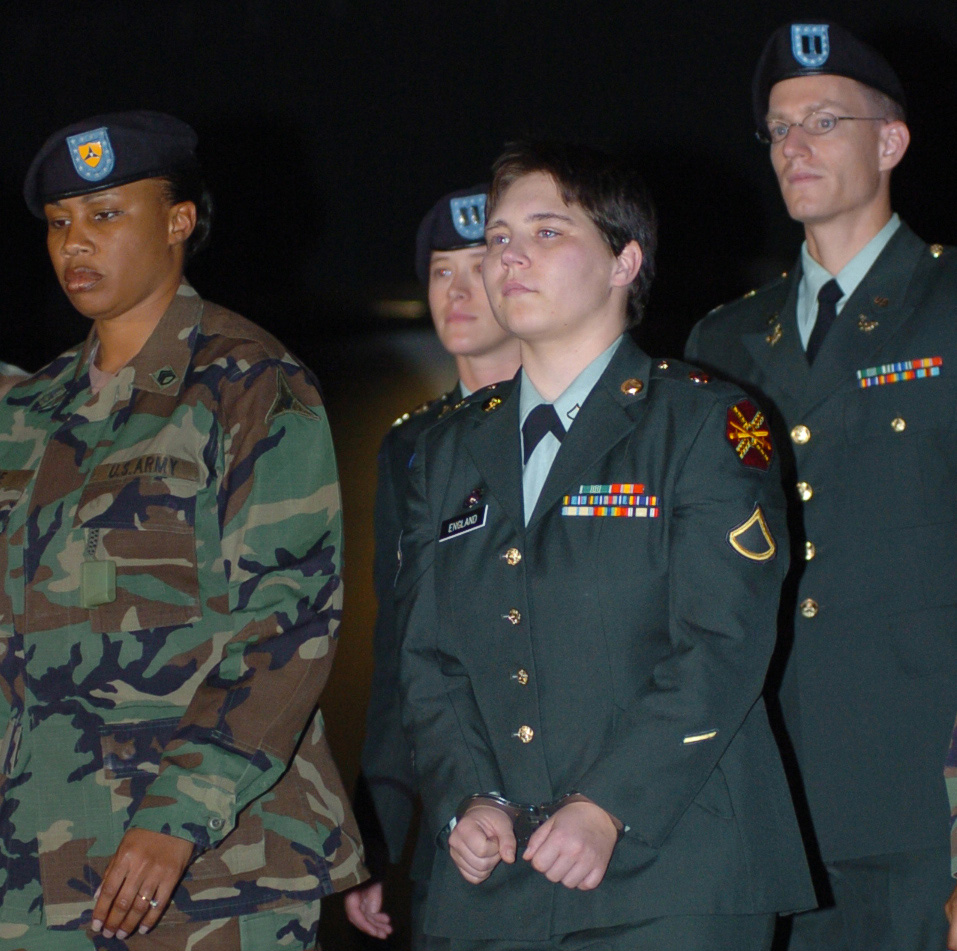
Ингланд во время заключения в тюрьму

30 апреля 2005 года Ингланд признала себя виновной в побоях заключённых. Она была арестована военным трибуналом в августе 2005 по обвинению в соучастии в преступлении и издевательствах. Согласно её соглашению о признании вины, которое должно было уменьшить срок заключения с 16 до 11 лет, она должна была признаться в плохом обращении, соучастии в преступлении и превышении полномочий. В ответ с неё были бы сняты обвинения в развратном поведении и сопротивлении при аресте.
Во время судебного слушания 26 сентября 2005 года Ингланд была признана виновной в шести из семи пунктов обвинения и заключена в тюрьму Военно-морской объединённый бриг в Сан-Диего. Она была условно освобождена 1 марта 2007 года, спустя 521 день заключения. Ингланд оставалась условно освобождённой в течение сентября 2008 года, когда 3 года, к которым она была приговорена, истекли.

### Дальнейшая судьба
После освобождения Ингланд вернулась в Форт-Эшби, где живёт с семьёй и воспитывает сына. Безработная. Ингланд находится на лечении антидепрессантами и страдает от посттравматического стрессового расстройства. В июле 2009 года она выпустила автобиографическую книгу Tortured: Lynndie England, Abu Ghraib and the Photographs that Shocked the World совместно с Гэри Уинклером.
Ингланд давала несколько интервью, в частности изданиям Denver CBS, Stern и The Guardian.
В июле 2014 года министерство иностранных дел Российской Федерации ввело против Линди Ингланд персональные санкции (запрет на въезд в Россию).

## Документальные фильмы
- NBC Nightly News (2005)
- Такси на тёмную сторону (2007)
- Standard Operating Procedure (2008)

## Галерея

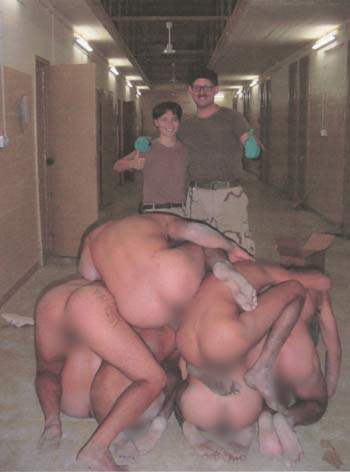
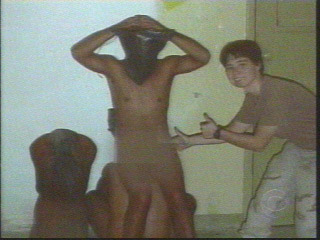